# Olivier Destrebecq
Pour les articles homonymes, voir Destrebecq.
 (juillet 2023).
Si vous disposez d'ouvrages ou d'articles de référence ou si vous connaissez des sites web de qualité traitant du thème abordé ici, merci de compléter l'article en donnant les références utiles à sa vérifiabilité et en les liant à la section « Notes et références ».
Olivier H.M. Destrebecq est un homme politique belge né à Tournai le 21 mars 1965, membre du MR.

## Biographie

### Origines familiales et engagement politique précoce
Ses deux grands-pères, Maurice Huart et Henri Destrebecq, sont tous deux bourgmestres libéraux, respectivement à Baugnies et à Leuze. Les valeurs libérales lui sont donc inculquées dès le plus jeune âge ; ce qui l'incite à prendre le relai familial et à participer à la vie politique.
C'est ainsi qu'il intègre les JRL en 1994 et en prend la présidence dès 1996. Investi en faveur du redressement de sa ville, il milite au sein de la section louviéroise du PRL, en devient le Secrétaire politique puis, en 2004, le vice-président du désormais Mouvement Réformateur.

### Engagement local
Élu conseiller communal en 2000, il occupe la tête de liste aux élections communales de 2006 et parvient à faire entrer le MR dans la majorité louviéroise après 85 années d'opposition.
Désigné Échevin, il est alors chargé de la mobilité, du logement et du développement durable. Il contribuera ainsi notamment à favoriser les modes de déplacement doux, à mettre en place le plan Wallonie Cyclable, à élargir de manière importante l'offre de logements publics et participera au réaménagement du centre-ville, ainsi qu'à l'assainissement des finances communales. À la suite des élections de 2012, il est à nouveau désigné échevin avec comme attributions le développement économique, le commerce, l'animation de la cité et les relations internationales.

### Carrière régionale et fédérale
Au niveau fédéral, il devient député à la Chambre des représentants le 20 mars 2008 en remplacement d'Olivier Chastel, député de la circonscription électorale du Hainaut, nommé secrétaire d’État à la Préparation de la Présidence belge de l'Union européenne dans le Gouvernement Leterme I. Olivier Destrebecq endosse donc, au sein de la 52e législature, les fonctions de membre effectif de la Commission de l'Infrastructure, des Communications et des Entreprises publiques, et membre suppléant de la Commission de l'Économie, de la Politique scientifique, de l’Éducation, des Institutions scientifiques et culturelles nationales, des Classes moyennes et de l'Agriculture et de la Commission de la Santé publique, de l'Environnement et du Renouveau de la Société.
À l'issue de la crise politique qui secoue la Belgique en 2010-2011, Olivier Destrebecq prête serment à la Chambre des représentants le 7 décembre 2011. Il exerce cette fois son mandat de député en tant que membre de la Commission des Finances et du Budget, mais aussi de la Commission de l'Économie, de la Politique scientifique, des Classes moyennes et de l’Agriculture.
En décembre 2013, Le Président du MR, Charles Michel et le Président de la Fédération Provinciale, Olivier Chastel, le désignent tête de liste à la région pour l'arrondissement de Soignies, à l'occasion des élections de mai 2014 où il est élu député wallon et sénateur des entités fédérées.
En 2020, Olivier Destrebecq devient conseiller au sein du cabinet du Vice-Président du Gouvernement wallon, Willy Borsus.

### Premier Échevin de la ville de La Louvière
Lors de la campagne électorale pour les communales de 2024, Olivier Destrebecq joue un rôle clé dans la percée du MR à La Louvière. Le MR parvient à former une majorité avec le PS, scellant une alliance inédite dans l'histoire récente de la ville.
Le 2 décembre 2024, Olivier Destrebecq est élu Premier Échevin de La Louvière. Ses attributions couvrent des matières stratégiques telles que le Budget, les Finances, l'Emploi, l'Urbanisme, la Mobilité, le Logement et les Cultes. Il s'inscrit dans une vision de modernisation et de développement durable pour la ville, tout en renforçant la transparence et l'efficacité dans la gestion des affaires communales. 
En parallèle de ses fonctions communales, Olivier Destrebecq est également conseiller au sein du cabinet du Ministre-président wallon Adrien Dolimont à Namur, dans la section Budget et Finances, apportant son expertise sur des dossiers stratégiques.